# جون سميث (سياسي)
جون سميث (بالإنجليزية: John Smith)‏ (13 سبتمبر 1938 - 12 مايو 1994 في لندن) كان سياسي بريطاني وزعيم حزب العمال من عام 1992 إلى غاية وفاته في شهر مايو عام 1994.

## حياته السياسية
خلف جون سميث نيل كينوك في رئاسة الحزب ، وهو من أعضاء البرلمان الذين كانت لهم مكانتهم وكان ينظر إليه على نطاق واسع بأنه رئيس الوزراء المنتظر. هو اسكوتلندي وسياسي بارز وخطيب مفوه ومؤثر، واصل عملية الإصلاح التي بدأها كينوك، ولكنه توفي فجأة بعد عامين من توليه زعامة الحزب بسكتة قلبية عام 1994، وكانت وفاته المفاجئة لطمة قاسية للحزب. مما فسح المجال للشاب والمحامي توني بلير لزعامة الحزب والذي حصد ثمار الإصلاح الذي تم على أيدي كينوك وسميث الذين مهدا له الطريق.

## روابط خارجية
- جون سميث على موقع مونزينجر (الألمانية)